# Stefan Mückl
Stefan Matthias Mückl (* 25. Juni 1970 in Hechingen) ist ein deutscher Rechtswissenschaftler und Staatskirchenrechtler. Er ist zudem römisch-katholischer Priester der Personalprälatur Opus Dei.

## Leben
Nach seinem Abitur am Gymnasium Leopoldinum in Passau 1989 leistete Mückl seinen Wehrdienst und studierte von 1991 bis 1995 Rechtswissenschaften an der Universität Passau und der Albert-Ludwigs-Universität Freiburg. Er war Stipendiat der Bayrischen Begabtenförderung. 1995 legte er sein erstes und 1999 sein zweites juristisches Staatsexamen ab. 1998 wurde er in Freiburg zum Dr. iur. promoviert. Von 1995 bis 1999 war er Wissenschaftlicher Mitarbeiter, ab 1999 Wissenschaftlicher Assistent am Institut für Öffentliches Recht der Universität Freiburg (Friedrich Schoch). 2005 habilitierte er sich mit der Arbeit Deutsches und ausländisches öffentliches Recht, Kirchenrecht, Europarecht und erhielt die venia legendi für die Gebiete Deutsches und Ausländisches Öffentliches Recht, Kirchenrecht und Europarecht. 2006 wurde er zum Akademischen Rat am Institut für Öffentliches Recht der Albert-Ludwigs-Universität Freiburg ernannt.
Nach Lehraufträgen an der Deutschen Hochschule für Verwaltungswissenschaften Speyer und der Georg-August-Universität Göttingen erfolgte 2008 die Ernennung zum außerplanmäßigen Professor an der Albert-Ludwigs-Universität Freiburg. Er ist Mitglied der dortigen Forschungsstelle für Kirchenrecht und Staatskirchenrecht. Seit 2010 lehrt er zudem Kirchenrecht an der Pontificia Università della Santa Croce (PUSC) in Rom.
Mückl hat zahlreiche Aufsätze zu staats- und verwaltungsrechtlichen Fragen veröffentlicht. Für die Bertelsmann-Stiftung schrieb er die Gutachten Das Verhältnis von Staat und Kirche in Deutschland und Einwirkungen des Europarechts auf das deutsche Staatskirchenrecht.
Stefan Mückl ist seit 1991 Mitglied der katholischen Studentenverbindung KDStV Oeno-Danubia Passau und der KDStV Hercynia Freiburg im Breisgau, beide im CV.
Mückl war bereits Mitglied der Laienorganisation Opus Dei und darüber hinaus Präsident des Forums UNIV 2012, einer weltweiten Studenteninitiative in Rom, das auf den Opus Dei-Gründer Josemaría Escrivá zurückgeht. Er studierte Katholische Theologie in Rom und erhielt am 3. November 2012 vom Prälaten des Opus Dei, Bischof Javier Echevarría, die Diakonenweihe und wurde in die Personalprälatur inkardiniert. Am 4. Mai 2013 empfing er in der Basilika Sant’Eugenio in Rom die Priesterweihe.

## Rolle als Berater Benedikts XVI. zum Missbrauchsgutachten des Erzbistums München-Freising
Mückl gehörte zum Beraterteam des emeritierten Papstes Benedikt XVI., welches ihn bei der Abfassung seiner Stellungnahme zum Missbrauchsgutachten im Erzbistum München und Freising unterstützte. Mückl war als einziges Mitglied des Beraterteams damit beauftragt und berechtigt, Einsicht zu nehmen in die 8.000 Seiten Ermittlungsakten, welche die Kanzlei bereitstellte.
Die in einer Einlassung Ratzingers gegenüber der Kanzlei enthaltene, angeblich auf einen Übertragungsfehler durch das juristische Beratungsteam zurückgehende Falschangabe zu einer Sitzungsteilnahme Ratzingers veranlasste das Beraterteam um Mückl zu einer erneuten Prüfung der Vorwürfe, Ratzinger habe als Erzbischof Kenntnis von Missbrauchstätern unter den Geistlichen in seinem Bistum gehabt. Laut Mückl hätten „sowohl der Emeritus wie seine Mitarbeiter ihr Möglichstes getan, um auf die Vorwürfe angemessen zu reagieren.“ Dies sei „natürlich [...] mit erhöhter Sensibilität [geschehen], weitere inhaltliche Fehler auszuschließen.“ Das Beratungsteam habe sich die Zeit nehmen müssen, „die fast 2000 Seiten Gutachten sorgfältig zu sichten und zu prüfen.“ Die Prüfung sei laut Mückl zu dem Ergebnis gelangt, dass es „keinerlei Beweise“ dafür gebe, „dass die Aussage von Benedikt XVI., dass er keine Kenntnis von Fällen sexuellen Missbrauchs hatte, unzutreffend ist“. Vielmehr stütze „die Aktenlage [...] die ursprüngliche Aussage von Benedikt XVI. uneingeschränkt“. Ratzinger selbst betonte zeitlebens, nichts von Missbrauchsvorwürfen gegen Geistliche in seinem Bistum gewusst zu haben und insbesondere nicht mit dem Fall des Priesters H. befasst gewesen zu sein.
Ende Februar 2023 wurde nach einer Recherche des BR/Correctiv bekannt, dass Ratzinger spätestens schon 1986 von Missbrauchstaten durch Priester H. wusste. Aus einem Briefwechsel zwischen dem Erzbistum und dem Vatikan lagen Ratzinger als damaligem Präfekt der Glaubenskongregation spätestens bereits 1986 Informationen über die Sexualstraftaten des Priesters Peter H. an Kindern vor. In einem Brief im August 1986 an den Vatikan bat der damalige stellvertretende Generalvikar des Erzbistums um Erlaubnis für den kurz zuvor wegen mehrfachen Kindesmissbrauchs zu einer Bewährungsstrafe verurteilten Priester H., dass dieser wegen „absoluter Alkoholunverträglichkeit“ die Messfeiern mit Traubensaft statt mit Wein feiern dürfe. Laut Auskunft des Erzbistums an den BR erwähne das Schreiben ausdrücklich auch die Sexualstraftaten an Kindern, „die in alkoholisiertem Zustand begangen wurden.“ Dabei nahm der Generalvikar ausdrücklich Bezug auf Straftaten nach den Paragrafen 174, 176 und 184 des Strafgesetzbuches (StGB). Ratzinger erteilte die vom Erzbistum beantragte Erlaubnis schriftlich und unterzeichnete sie als Präfekt der Glaubenskongregation persönlich. Eine Bezugnahme auf die durch das Erzbistum erwähnten Taten von Priester H. enthielt Ratzingers Schreiben nicht. Priester H. wurde weiterhin in der Gemeindeseelsorge eingesetzt und erst im Jahr 2022 aus dem Klerikerstand entlassen.
Das Erzbistum München und Freising bestätigte gegenüber der dpa, dass der nun bekannt gewordene Schriftwechsel zwischen dem Erzbistum und Ratzinger bereits der das Missbrauchsgutachten erstellenden Kanzlei vorgelegen habe. Wie eingangs erwähnt, hatte Mückl als einziges Mitglied des Beraterteams den Auftrag und die Berechtigung, die von der Kanzlei bereitgestellten Ermittlungsakten einzusehen.
Die von Mückl mitverantwortete Stellungnahme an die begutachtende Kanzlei vom 14. Dezember 2021 die folgende Passage u. a. in Bezug auf den Sachverhalt des Priesters H.:
„Was meine [Ratzingers] Kenntnis von relevanten Sachverhalten angeht, werden Sie meiner Stellungnahme entnehmen können, dass ich von den relevanten Taten bzw. Tatverdachten sexuellen Missbrauchs der von Ihnen in der Befragung genannten Personen, keine Kenntnis hatte.“
Auch ein von Mückl mitverantworteter „Faktencheck“, den das Beraterteam als Reaktion auf Ratzingers Falschbehauptung zur Sitzungsteilnahme (s. o.) veröffentlichte, erweckt den Eindruck, Ratzinger habe keinerlei Kenntnis (auch) von dem Fall des Priesters H. gehabt (dort in Bezug genommen als „Priester X.“).

## Schriften
- Finanzverfassungsrechtlicher Schutz der kommunalen Selbstverwaltung, Boorberg 1998, ISBN 978-3-415-02485-4
- Religions- und Weltanschauungsfreiheit im Europarecht, Universitätsverlag Winter 2002, ISBN 978-3-8253-1285-5
- Europäisierung des Staatskirchenrechts, Nomos 2005, ISBN 978-3-8329-1294-9
- Das Recht der Staatskirchenverträge: Colloquium aus Anlaß des 75. Geburtstages von Alexander Hollerbach, Duncker & Humblot Berlin 2007, ISBN 978-3-428-12580-7
- Ehe und Familie. Die „anthropologische Frage“ und die Evangelisierung der Familie, Duncker & Humblot 2015, ISBN 3-428-14728-6